# 안중초등학교 장등분교
안중초등학교 장등분교는 대한민국 충청남도 태안군 안면읍 중장리에 있었던 공립 초등학교이다.

## 연혁
- 1959. 9. 1. 안중국민학교 장등분실 개교
- 1960. 4. 1. 안중국민학교 장등분교장 승격
- 1967. 3. 1. 벽지로 지정
- 1968. 3. 1. 장등국민학교로 승격
- 1985. 9.17. 장등국민학교병설유치원 개원
- 1986. 1. 1. 도서벽지(라) 지역 개정
- 1995. 3. 1. 안중국민학교분교장 격하(4학급)
- 1996. 3. 1. 안중초등학교장등분교장 학교명 변경
- 2007. 3. 1. 안중초등학교로 통폐합